# Noccaea dacica
Noccaea dacica (талабан карпатський як Thlaspi dacicum) — вид квіткових рослин родини капустяних (Brassicaceae).

## Біоморфологічна характеристика
Це багаторічна рослина 10–35 см. Суцвіття при плодах коротке, 2–6 см завдовжки. Стручечки яйцювато-трикутні, 5–10 мм завдовжки і до 3.5 мм шириною, зверху крилаті, з широкою виїмкою.

## Поширення
Румунія, Україна, Чорногорія.
В Україні росте на кам'янистих схилах (на андезитах, вапняках) у високогірному поясі Карпат (хр. Свидовець, гори Піп Іван, Герешаска).